# Barbacenia bahiana
Barbacenia bahiana är en enhjärtbladig växtart som beskrevs av Lyman Bradford Smith. Barbacenia bahiana ingår i släktet Barbacenia och familjen Velloziaceae. Inga underarter finns listade.